# Mount Wilson (Nevada)
Mount Wilson é uma região censitária no condado de Lincoln, estado do Nevada, nos Estados Unidos. Segundo o censo efetuado em 2010 tinha uma população de 33 habitantes.

## Geografia
A região censitária deve o seu nome ao Monte Wilson, um pico que se ergue no leste da comunidade e faz parte da cordilheira de Wilson Creek. A região censitária fica situada na Estrada de Mount Wilson a 13 quilómetros a leste da  U.S. Route 93, ficando a 37 quilómetros da capital do condado, Pioche. 
De acordo com o  U.S. Census Bureau, a região censitária de Mount Wilson tem uma superfície de 11,9 km2, todos de terra.